# لوچ برمه‌ای
لوچ برمه‌ای که بنامهای لوچ مرز برمه، لوچ آنجیلکو، کاتسوما کوبوتا و لوچ نقطه‌ای نیز شناخته میشود, گونه ای از لوچ ها است که اخیراً توصیف شده است و به سرعت به یک ماهی گرمسیری محبوب برای آکواریوم های آب شیرین تبدیل شده است. در سال 2002، جمع‌کنندگان ماهی که در غرب تایلند کار می‌کردند، شروع به گسترش محدوده جستجوی خود در منطقه میانمار ( برمه ) از گذرگاه سه بتکده تایلند-میانمار کردند تا به دنبال ماهی‌های جدید برای تجارت آکواریوم باشند. این یکی از چندین گونه کشف شده است و نام رایج آن "لوچ مرز برمه" منشا گونه را  توضیح می دهد.  نام خاص کاتسوما کوبوتا اشاره به یک شرکت صادراتی آکواریوم در تایلند دارد که برای اولین بار این گونه صید شده خریده و به آکواریوم دوستان و تجارت آکواریوم معرفی کرد.

## در آکواریوم
این ماهی مانند بسیاری از گونه های دیگر لوچ، باید به صورت گروهی در آکواریوم نگهداری شود. پارامترهای مناسب آب برای این گونه دمای بین 25 تا 30 درجه سانتیگراد، پی‌اچ بین 6.5 تا 6.9 و درجه سختی بین 0 تا 8.0 می باشد. بهتر است برای ماهی های تازه خریداری شده مخفیگاه هایی فراهم شود. همچنین بهتر است فرایند پیشگیری و درمان انگل های داخلی که مشکلی بسیار رایج در ماهی های وحشی صید شده است را انجام داد.
این لوچ یک ماهی همه چیز خوار است و از اکثر غذاها از جمله حلزون، میگوی کوچک، گرانول، کرم های خونی و کرم های سیاه، که برای ماهی های آب شیرین ریخته میشود تغذیه میکند.

## همچنین ببینید
- لیست گونه های ماهی آکواریومی آب شیرین

## مراجع
1. ↑  Vidthayanon, C. (2012). "Botia kubotai". IUCN Red List of Threatened Species. IUCN. 2012: e.T180972A1683769. doi:10.2305/IUCN.UK.2012-1.RLTS.T180972A1683769.en. Retrieved 12 November 2021.
2. ↑  Loaches Online - Botia kubotai, retrieved May 2005 (web.archive.org)